# Der Schmied seines Glückes
Der Schmied seines Glückes ist eine Humoreske von Gottfried Keller aus dem Jahr 1865. Zu Weihnachten 1873 brachte Ferdinand Weibert den Text im dritten Band des zweiten Teils des Novellenzyklus’ Die Leute von Seldwyla bei Göschen in Stuttgart heraus. „Der Schmied seines Glückes schmiedet in Wahrheit sein Unglück.“

## Handlung
Der fast vierzigjährige Junggeselle Johannes Kabis hat seinen Namen zu John Kabys anglisiert, weil er meint, der passende Name gehöre zum künftigen Glück dazu. John mag zwar möglichst nicht so sehr arbeiten, will aber mit wenigen Meisterschlägen sein Glück schmieden. Die genannte Namensgebung ist der erste Hammerschlag. Meisterschlag Nummer zwei misslingt. John freit um Fräulein Oliva. Die junge Dame ist mit ihrer Frau Mama aus der Fremde nach Seldwyla gereist. John Kabys-Oliva – der Doppelname wäre nach Johns Geschmack. Also verlobt er sich mit dem Fräulein und muss erfahren, die Braut heißt mit Familiennamen eigentlich Häuptle. Zudem hat die Jungfer einen etwas unverhältnismäßig großen Kopf. Rasch hat John bei den Seldwylern seinen Spitznamen weg: John Kabys-Häuptle, auf Deutsch Hans Kohlköpfle. Eine eheliche Verbindung „mit einem solchen Hauptkopfschädel“ kommt für John nun nicht mehr in Frage. Er will das „gefehlte Werk umschmieden“; freit um die Frau Mama und bekommt einen Korb. Die Mutter hat inzwischen herausbekommen, was für ein armer Schlucker John ist. Die beiden Damen begeben sich ins benachbarte Städtchen auf Männerfang.
John hält sich in Seldwyla als geschickter Barbier über Wasser. Ein Kunde aus Deutschland erzählt auf dem Barbierstuhl von Johns verheirateten Cousin Adam Litumlei, einem steinreichen alten Männlein. John sucht den kinderlosen Verwandten in Augsburg auf, gewinnt dessen Vertrauen und riskiert den dritten Meisterschlag – ein durchschlagender Erfolg. John deutet seine Abreise an und wird darauf prompt urkundlich als Erbe des Johann Polykarpus Adam Litumlei bestimmt. Nun, im Glück, könnte sich John zurücklehnen, doch sein vierter Hammerschlag ist gar nicht meisterlich. Er wartet immer ab, bis Litumlei in die Stadt geht, und schläft jedes Mal mit der Hausfrau. Es stellt sich heraus, Litumlei ist klüger als sein Cousin. Denn „in Folge einer vertraulichen Unterredung, welche seine Frau mit ihm gepflogen“, wird Litumlei plötzlich „der Inbegriff der Selbstzufriedenheit“. Vermutlich war er von der frohen werdenden Mutter über ihre unverhoffte Schwangerschaft informiert worden. Litumlei kommt als Vater kaum in Frage. Bereits zweimal hat sich das alte Männlein von Frauen nach kinderlosen Ehejahren scheiden lassen. Die aus der fruchtlosen Zwangsgemeinschaft erlösten zwei jüngeren Frauen hatten jeweils von potenten Nachfolgern Litumleis Kinder bekommen. Jedenfalls schlägt der gutgelaunte Litumlei dem angenehm überraschten Cousin eine mehrmonatige Bildungsreise vor. Der ahnungslose John nimmt an. Nach seiner Rückkehr hat die Hausfrau einen gesunden Sohn zur Welt gebracht. Litumlei hat das oben genannte Testament längst verbrannt. Einen quicklebendigen Erben hat er nun ohne Lügen. Letztere waren in einer Wunschbiographie Johns von den beiden „Selbstdarstellungsgenies“ alternierend zusammenphantasiert worden. Darin war John mit Unterschrift Litumleis als sein unehelicher Sohn erklärt worden. Auch dieses Dokument hat Litumlei längst verbrannt. John wird aus dem Hause gejagt, verlässt Augsburg und kauft sich von seinem letzten Geld in Seldwyla eine bescheidene Nagelschmiede. Zwar treffen darin keine besonderen Meisterschläge auf den Amboss, doch John – wieder Handwerker geworden – gelingen mit der Zeit immer bessere Nägel.

## Rezeption
Äußerungen aus dem 19. Jahrhundert
- Fontane stuft 1874 die Novelle als „ausgezeichnet“[9] ein.
- Emil Kuh[10] lobt am 28. Dezember 1874 in der Wiener Abendpost Nr. 296 (Beilage zur Wiener Zeitung) die Erzählung.
- Berthold Auerbach stört in einer Rezension am 10. Juli 1875 in der Deutschen Rundschau (S. 33–47) das „kalt Allegorische“[11] am Textende.

Neuere Äußerungen
- Nach Böning[12] verrät John Kabys mit seinem kleinen Roman die eigene Mutter, indem er sie durch die imaginäre Jungfrau Liselein Federspiel[13] substituiert. Somit setze Gottfried Keller eigentlich das Dichten mit dem Lügen gleich.
- Schilling und Selbmann heben in ihren Besprechungen hervor, wie der Autor die kapitalistische menschenverachtende Dominanz des Geldes an den Pranger stellt. Schilling greift sich die Passage heraus, in der John Kabys auf seiner Bildungsreise zur „Erforschung des Erziehungswesens“ in dem Heimatstädtchen Seldwyla Zwischenstopp macht und notiert, wie „Mädchen zu Erzieherinnen“ gemacht und an bürgerliche Familien in verschiedene Weltgegenden gleichsam als „Exportartikel“ mit „Reisepaß und Regenschirm“ hinausgejagt werden.[14]
- Selbmann sieht Johns länderübergreifende Bildungsreise als Parodie des mittelalterlichen Artusromans.[15] John sei kein „moralischer Lump“,[16] sondern ein Verlierer aus der Gründerzeit.[17]

## Verfilmung
- Der Schmied seines Glückes bei IMDb: TV-Film aus dem Jahr 1965 von Claus Peter Witt mit Walter Morath als John, Hans Hermann Schaufuß als Litumlei und Helen Vita als Frau Litumlei.
- Unter dem Titel „Wenn ich Dich nicht hätte“ machte das Fernsehen der DDR 1982 unter der Regie von Jens-Peter Proll eine weitere Verfilmung der Novelle. Besetzung: John Kabis - Ezard Hausmann, Adam Litumlei - Erik S.Klein, Amalia Litumlei - Franziska Troegner.

### Erstausgabe
- Der Schmied seines Glückes. In: Die Leute von Seldwyla. Erzählungen von Gottfried Keller. Zweite vermehrte Auflage in vier Bänden. G. J. Göschen’sche Verlagsbuchhandlung, Stuttgart 1874; Volltext (Wikisource)[18]

### Verwendete Ausgabe
- Der Schmied seines Glückes. In: Thomas Böning (Hrsg.): Gottfried Keller. Die Leute von Seldwyla. Deutscher Klassiker Verlag im Taschenbuch. Band 10, Frankfurt am Main 2006, ISBN 3-618-68010-4, S. 333–363 (entspricht „Gottfried Keller, Sämtliche Werke in sieben Bänden“ (am selben Verlagsort vom selben Herausgeber))

### Sekundärliteratur
- Gründerzeit – Der Schmied seines Glückes. In: Diana Schilling: Kellers Prosa. Peter Lang Verlag, Frankfurt am Main 1998, ISBN 3-631-34190-3, S. 127–129. Zugleich Diss., Westfälische Wilhelms-Universität, 1996
- Etikettenschwindel. Der Schmied seines Glückes. In: Rolf Selbmann: Gottfried Keller. Romane und Erzählungen. Erich Schmidt Verlag, Berlin 2001 (Klassiker-Lektüren, Bd. 6), ISBN 3-503-06109-6, S. 82–86.
- Wolfgang Preisendanz: Poetischer Realismus als Spielraum des Grotesken in Gottfried Kellers „Der Schmied seines Glückes“. Universitätsverlag, Konstanz 1998, ISBN 3-87940-359-7.

## Anmerkung
1. ↑  
Am 19. Juni 1865 (Verwendete Ausgabe, S. 624, 8. Z.v.u.) hatte Gottfried Keller das Manuskript zunächst an Vieweg nach Braunschweig geschickt, den Vertrag aber später gelöst und am 5. März 1873 (Verwendete Ausgabe, S. 626, 3. Z.v.u.) einen neuen Vertrag mit Göschen geschlossen.